# 78th (Highland) Regiment of Foot (1757–1763)
Das 78th (Highland) Regiment of Foot, auch bekannt als Fraser’s Highlanders, war ein schottisches Infanterieregiment der britischen Armee, das von 1757 bis 1763 bestand.
Während des Siebenjährigen Krieges wurden am 5. Januar 1757 in Inverness mehrere bereits 1745 aufgestellte unabhängige Highland-Kompanien zum 2nd Highland Battalion zusammengefasst. Dieses wurde noch im selben Jahr zunächst als reguläres 62nd Regiment of Foot in die britische Armee eingegliedert und kurz darauf zu 63rd Regiment of Foot umnummeriert. Das Regiment umfasste dreizehn Kompanien mit insgesamt 1460 Mann und wurde ab Juli 1757 im Franzosen- und Indianerkrieg an der nordamerikanischen Ostküste und bei der Eroberung der französischen Besitzungen rund um den Sankt-Lorenz-Strom eingesetzt. Kommandant des Regiments war von 1757 bis 1761 Simon Fraser, Laird von Lovat in Inverness-shire (1726–1782, Sohn des 11. Lord Lovat), und von 1761 bis 1763 John Campbell, Laird von Ballimore in Argyllshire. Nach Abschluss des Friedens von Paris wurde das Regiment im Dezember 1763 in Québec aufgelöst.